# Michelle Fischbach
Pour les articles homonymes, voir Fischbach.
Michelle Louise Helene St. Martin Fischbach, née le 3 novembre 1955, est une avocate et femme politique américaine qui est la représentante-élue du 7e district congressionnel du Minnesota. Membre du Parti républicain, elle a été la 49e lieutenant-gouverneure du Minnesota de 2018 à 2019. En 2011, elle est devenue la première femme présidente du Sénat du Minnesota.
Fischbach est élue au Sénat du Minnesota en 1996, représentant des parties du comté de Morrison, du comté de Benton et du comté de Stearns. En janvier 2018, en tant que présidente du Sénat, elle assume automatiquement le poste de lieutenant-gouverneure à la suite de la démission de Tina Smith pour devenir sénatrice américaine. Lors des élections de 2020, elle est la candidate républicaine pour le 7e district du Minnesota et bat le représentant démocrate sortant Collin Peterson.

## Jeunesse
Fischbach grandit à Woodbury, Minnesota. Après avoir obtenu son diplôme de la Woodbury High School (en), elle fréquente le College of Saint Benedict and Saint John's University (en) à St. Joseph de 1984 à 1986 et plus tard l'université d'État de Saint Cloud, d'où elle obtient un BA en sciences politiques et en économie en 1989. Elle est la première femme élue au conseil municipal de Paynesville, servant de 1995 à 1996,. En 2011, Fischbach obtient un Juris Doctor de la Mitchell Hamline School of Law (en) de Saint Paul.

## Sénat du Minnesota
Fischbach est élue pour la première fois au Sénat du Minnesota en 1996 lors d'une élection spéciale tenue après la démission du sénateur du Democratic-Farmer-Labor Party Joe Bertram (en), qui a plaidé coupable de vol à l'étalage. Fischbach est réélue des mois plus tard lors de l'élection générale de 1996 puis 2000, 2002, 2006, 2010, 2012 et 2016. Elle est cheffe adjointe de la minorité de 2001 à 2002 et de 2007 à 2008, et cheffe adjointe de la minorité de 2009 à 2010. Fischbach est également présidente du Comité de l'enseignement supérieur du Sénat.
En 2011, après une élection au cours de laquelle les républicains du Sénat ont remporté la majorité pour la première fois depuis la désignation du parti, les collègues de Fischbach l'élisent en tant que première femme présidente du Sénat du Minnesota, poste qu'elle occupe jusqu'en 2013. Après que les républicains aient regagné la majorité après l'élection de 2016, Fischbach est de nouveau élue présidente du Sénat le 3 janvier 2017.

## Lieutenant-gouverneure du Minnesota (2018-2019)

### Succession
Fischbach est devenu le 49e lieutenant-gouverneur du Minnesota en janvier 2018 lorsque Tina Smith démissionne pour accepter une nomination au Sénat américain. Le gouverneur Mark Dayton nomme Smith pour remplacer Al Franken, qui démissionne en raison d'allégations d'inconduite sexuelle. Fischbach accepte le poste, mais soutient qu'elle restera au Sénat et se surnomme « lieutenant-gouverneure par intérim ».

### Différend constitutionnel
Fischbach déclare avoir l'intention de devenir lieutenante-gouverneure tout en conservant son siège au Sénat. La constitutionnalité de l'exercice de deux fonctions à la fois devient une question,. Fischbach écrit une note de service à l'avocat du Sénat, qui cite une décision de la Cour suprême du Minnesota en 1898, comme précédent juridique pour qu'elle occupe les deux fonctions. Elle déclare également que les fonctions du lieutenant-gouverneur sont en grande partie cérémonielles et qu'elle n'aura aucun problème à remplir les deux rôles. Elle refuse le salaire de lieutenant-gouverneure, choisissant de ne recevoir que le salaire d'une sénatrice d'État. Un avis consultatif du procureur général du Minnesota conteste la capacité juridique de Fischbach à occuper les deux postes à la fois, citant un amendement constitutionnel de 1972 et des précédents historiques tels que la démission d'Alec G. Olson (en) du Sénat de l'État lorsqu'il est devenu lieutenant-gouverneur en 1976,. (La Constitution du Minnesota spécifie que « Aucun sénateur ou représentant ne peut occuper aucune autre fonction sous l'autorité des États-Unis ou de l'État du Minnesota, à l'exception de celle de maître de poste ou de notaire »).
Les résultats potentiels sont considérés comme ayant des ramifications potentiellement importantes sur la politique du Minnesota, car les républicains ne détiennent qu'une majorité de deux voix au Sénat de l'État. En décembre 2017, pour éviter un problème potentiel si Fischbach démissionne de son siège au Sénat, le chef de la majorité dans celui-ci, Paul Gazelka (en), et le président de la Chambre, Kurt Daudt (en) envoient à Dayton une lettre demandant une session législative spéciale pour élire temporairement un président démocrate du Sénat,. Dayton et les démocrates législatifs rejettent immédiatement l'idée, le chef de la minorité au Sénat, Tom Bakk (en), indiquant qu'il intentera une action en justice pour tenter de forcer Fischbach à quitter le Sénat si elle tente de servir dans les deux bureaux,.
En janvier 2018, un constituant et activiste du Parti démocrate local intente une action en justice contre Fischbach, demandant à un juge du tribunal de district du comté de Ramsey de la révoquer du Sénat de l'État. En février 2018, un juge rejette la plainte, jugeant qu'elle a été intentée prématurément.
Le 25 mai 2018, Fischbach démissionne du Sénat et prête serment en tant que lieutenante-gouverneure.

### Campagne
En mai 2018, l'ancien gouverneur républicain Tim Pawlenty annonce Fischbach comme colistière dans sa candidature pour un troisième mandat. Pawlenty et Fischbach sont battus à la primaire républicaine par Jeff Johnson et Donna Bergstrom.
Fischbach est remplacée comme lieutenante-gouverneure par Peggy Flanagan, colistière de Tim Walz, qui prête serment le 7 janvier 2019.

## Campagne pour le Congrès en 2020
Le 3 septembre 2019, Fischbach annonce sa candidature à l'investiture républicaine pour défier le démocrate Collin Peterson pour le 7e district congressionnel du Minnesota. Elle remporte la primaire républicaine contre ces cinq opposants. Fischbach s'engage à soutenir Donald Trump sur le commerce et d'autres questions. Elle soutient le fait de rendre les réductions d'impôts de 2017 permanentes, la formation de la main-d'œuvre et un allégement supplémentaire pour les entreprises rurales et agricoles touchées par le COVID-19. La campagne de Fischbach souligne son soutien aux agriculteurs et au deuxième amendement et son opposition à l'avortement.
Le MinnPost qualifie l'élection dans un district que Trump a remporté en 2016 de « bataille politique inhabituelle », les démocrates nationaux cherchant à mettre en évidence le bilan de Peterson en tant que démocrate conservateur et attaquant Fischbach pour son soutien à une politique environnementale soutenue par les démocrates du Minnesota. Elle remporte finalement le siège lors des élections générales de novembre 2020.

## Vie privée
Fischbach est catholique romaine. Elle rencontre son mari, Scott, alors qu'elle travaille sur une campagne pour l'ancien sénateur américain Rudy Boschwitz. Les deux commencent à se fréquenter alors qu'elle étudie à l'Université d'État de Saint Cloud. Ils déménagent finalement à Paynesville, où ils vivent toujours. Le mari de Fischbach est directeur exécutif de Minnesota Citizens Concerned for Life (en) depuis 2001. Le couple a deux enfants adultes et plusieurs petits-enfants.